# نينون دي لانكلوس

نينون دي لانكلوس (10 نوفمبر 1620 - 17 أكتوبر 1705) هي كانت مؤلفة محظية وراعية للفنون فرنسية.